# 直列四缸引擎

直列四缸引擎（英語：inline-four engine）簡稱直四或L4或I4，是內燃機的汽缸排列型式之一，这种结构在排量小于2.0升的四缸汽車内燃机中最常见。因为它的四个气缸成直线排列，所以又叫同轴四缸。
直列四缸发动机并不是一种平衡结构，虽然在低排量、小功率结构中不平衡量很小，而且振动会随着发动机尺寸变大、功率的增加变大。大部分的排量小于2升的直列四缸发动机靠自身装备的阻尼效应来减少振动。
今天大部分排量大于2升的发动机都用到了平衡轴。一个四缸的发动机需要两个平衡轴减少自身的振动，两倍于曲轴的运行频率。虽然如此，现在仍有几种不用平衡轴的大型直列四缸发动机，例如从Traction Avant 发动机派生出的 Citroën DS 23 2,347 cc 发动机。

## 汽车应用

### 著名的直列四缸发动机
最小的直列四缸发动机是1961年馬自達Carol輕型車，排氣量僅有358cc，这种发动机除了顶置气门其它的都很平常。但是，大部分的直列四缸发动机排量都在1升以上。也有达到范围上限2.5升的量产汽车。大一点（4公升以上）也见之于竞赛用和轻型卡车用发动机，尤其是柴油动力发动机。公认的使用平衡轴的是保时捷3.0 L (2990 cc)直列四缸发动机Porsche 968，最大的非柴油动力直列四缸发动机是装配1961年Pontiac Tempest的1953.2 L (3188 cc)发动机。
其它的著名的使用这种结构的发动机有：
- 福特T型发动机 - 全球产量最大的发动机。
- Austin A系发动机 - 50年代的大部分小型汽车用的都是这种发动机。
- 本田ED型发动机 - 首次运用本田CVCC技术。
- Triumph Slant-4 engine - 第一次大量生产装配Triumph的多气门发动机，装配绅宝的早期turbo发动机。
- GM Quad-4 engine - 第一种北美多气门发动机。
- 现代Alpha发动机 - 在韩国设计的第一款汽车发动机。
- Honda F20C engine - 2.0升的最大输出为240马力。
- Mercedes-Benz M 133 DE 20 AL - 输出功率最大(381马力)的量产直列四缸引擎。

### 赛车用
1913年，Jules Goux驾驶着一辆标致赢得了印第安纳波利斯500大奖赛。这个赛车的发动机就是由Ernest Henry设计的直列四缸发动机。这个设计的特色是第一次采用了顶置双凸轮和4个气门每个循环，因而作为赛车用发动机深具影响力。直到今天也是赛车用直列四缸发动机的结构标准。
这辆标致后来卖给了美国人“Wild Bob” Burman，他在1915年拆了这个发动机。因为标致无法在一战期间研发出新的发动机，Burman要求亨利·米勒造一个新的发动机。于是亨利同约翰·爱德华、Fred Offenhauser一同创造出Peugeot-inspired直列四缸发动机。这个版本的发动机是1976年以前第一个能一次跑完500英里。它的商标先是Miller后来又变成了是Offenhauser。
另一个在赛车史上占有重要地位的直列四缸发动机是由Aurelio Lampredi设计的法拉利发动机。这个发动机最初是为法拉利 500按照F2、排量2升的标准设计的，最终却是以排量2.5升的F1赛车法拉利 625完工的。跑车当中排量有达到3.4升的Ferrari 860 Monza。
另外一个很成功的直列四缸发动机是Coventry Climax，它是由Walter Hassan原始设计的。它是1.5升的formula 2 发动机。后来改进成了2495cc FPF，并赢得了一次F1冠军，这辆车的底盘是Cooper汽车公司的底盘。

## 摩托车应用
最小的直列四缸摩托车发动机产品是四冲程的250cc的Benelli/Moto Guzzi 254。最小的赛车用直列四缸发动机是本田125/4，排量只有125cc。现在这种发动机已经被排量也是125cc的直列五缸发动机所取代。